# Game of War: Fire Age
 Der er for få eller ingen kildehenvisninger i denne artikel, hvilket er et problem. Du kan hjælpe ved at angive troværdige kilder til de påstande, som fremføres i artiklen.

Game of War: Fire Age er et MMOG-spil til IOS og Android udgivet den 25. juli 2013 af spiludvikleren Machine Zone. I 2014 og 2015 var det blandt de mest indtjenende apps.
Spillet havde i flere år underskud grundet ringe omsætning.
Spillet blev dog meget populært da et online meme gik viralt med navnet "6000 kroner game of war", som omhandler en dreng fra Danmark som brugte 6000 kroner på Game of War.[kilde mangler] Vedkommende påstår dog at det stadig er bedre end at bruge 13000 kroner på League of Legends, hvilket der er spredte meninger om. Ham der gav 6000 kroner til game of war har senere udtalt at der ikke er noget som helst sjovt ved det.[kilde mangler]
1. ↑  Navnet er anført på bokmål og stammer fra Wikidata hvor navnet endnu ikke findes på dansk.